# 黑河站
黑河站位于中华人民共和国黑龙江省黑河市爱辉区，是北黑铁路上的火车站。黑河站为线路上的尽端式区段站，办理黑河地区内的全部客货运作业。
车站由南满洲铁道株式会社建于1933年，1946年被苏军拆除，1949年曾临时修复通车，后又拆除废弃。直至1986年北黑铁路北黑铁路龙镇至黑河段修复工程开工，1989年9月19日全线接轨贯通，12月14日开始临时运营，由黑龙江省铁路集团黑河铁路集团管辖。
黑河站随北黑铁路升级改造工程而新建站房。2023年4月15日，旧站房开始拆除；2024年9月8日，黑河站新站房综合楼主体结构封顶。

## 图片
- 2008年的黑河站
- 黑河站站台（2015）
- 2021年的黑河站
- 正在建设的黑河站新站房（2024.9.21）